# Douville-en-Auge
Douville-en-Auge è un comune francese di 232 abitanti situato nel dipartimento del Calvados nella regione della Normandia.

## Società

### Evoluzione demografica
Abitanti censiti